# Бранко Терзић
Бранко Терзић (19. јун 1947) српски је инжењер и почасни доктор енергетике, ађутант Александра Карађорђевића, члан крунског већа и представник Краљевског дома у САД.

## Биографија
Рођен 19. јуна 1947. године у савезничком логору за расељена лица Британске окупационе зоне Немачке. Отац Душан био је из Лике а 1941. године он је матурирао у Бања Луци. Мајка Оливера из породице Бељаковић рођена у Младеновцу. Завршила је матуру исте године у Шапцу. Након завршетка Другог светског рата у Југославији, његови родитељи емигрирају у Краљевину Италију и венчавају се у логору Еболи 1946. године. На позив свог рођака Јована Узелца 1950. године, породица Терзић се сели у Сједињене Америчке Државе. Душан је са породицом прво живео код рођака у држави Небраски и тих година његови родитељи су добили кћерку Софију. 1952. године његова породица се сели у град Милвоки у држави Висконсин, где Бранко завршава основну и средњу школу. Након завршетка средње школе уписује Универзитет у Висконсину, одсек енергетика на коме и дипломира. Током студија политички се ангажовао као члан Републиканске странке. По завршетку студија уписује школу за резервне официре Националне гарде Висконсина из које излази као артиљеријски капетан у резерви.

### Ађутант
Александра Карађорђевића је упознао 60тих година, приликом његовог школовања у Војној академији Калвер у Индијани. Након смрти Краља Петра II 1970. године, краљевска канцеларија је престала са радом а тих година престолонаследник је примао многа писма са разних страна од следбеника и поштоваоца монархистичког уређења. Престолонаследник Александар се пресељава 1976. године у Чикаго и тада контактира Бранка ради помоћи ради успостављања канцеларије престолонаследника. Бранко је ступио у контакт са некадашњим шефом Краљевске канцеларије бригадним генералом Тодором Милићевићем који је био први ађутант. Током констултација генерал Милићевић га је питао који војни ранг има, на шта му је Терзић одговорио да је капетан, те му је саветовао да убудуће користи титулу краљевски ађутант а не секретар што је прихватио и престолонаследник. Канцеларија је успостављена наредне године. Тих година је пратио престолнаследника Александра на свим путовањима по Сједињеним Америчким Државама а 1978. године се оженио. За кума је одабрао управо принца престолонаследника који ће бити и кум на крштењу његово троје деце.

### Пословна каријера и рад у Влади САД
Два пута је био именован од стране америчког председника Џорџа Буша старијег и потврђен од стране Сената САД за комесара Савезне регулаторне комисије за енергију. Био је у саветодавним председничким одборима у Националном савету за нафту и Националном савету за угаљ САД. Претходно је био Државни комесар Комисије за јавне службе Висконсина, а након тога председник Одбора за трке државе Висконсин. Био је на функцији председника групе експерата за чистију производњу електричне енергије Економске комисије Уједињених нација за Европу.
У приватном сектору био је на положају извршног директора Центра за енергетска решења Дилојт у Хјустону и Вашингтону, генералног директора и председника корпорације Јенки Енерџи Систем, извршни директор Артур-Андерсон д.о.о. из Вашингтона и потпредседник групе АУС Консалтинг из Милвокија.

## Одликовања
- Орден Белог орла, Велики крст (Краљевски дом Карађорђевића).[3]
- Орден Круне, Велики официр (Краљевски дом Карађорђевића).[3]
- Орден Крила Светог Михаила, Кавалир (Краљевски дом Браганса од Португалије)
- Орден Светог Мауриција и Лазара, Командир (Краљевски дом Савоје)
- Свети Војни Константинопољски орден светог Ђорђа, Кавалир (Краљевски дом Бурбон-Две Сицилије)
- Малтешки орден за заслуге са мачевима, Командир (Малтешки витешки ред).
- Малтешки орден за заслуге, Командир (Малтешки витешки ред).